# Max Herrmann
Max Herrmann (Berlino, 14 maggio 1865 – Campo di concentramento di Theresienstadt, 17 novembre 1942) è stato uno storico tedesco.

## Biografia

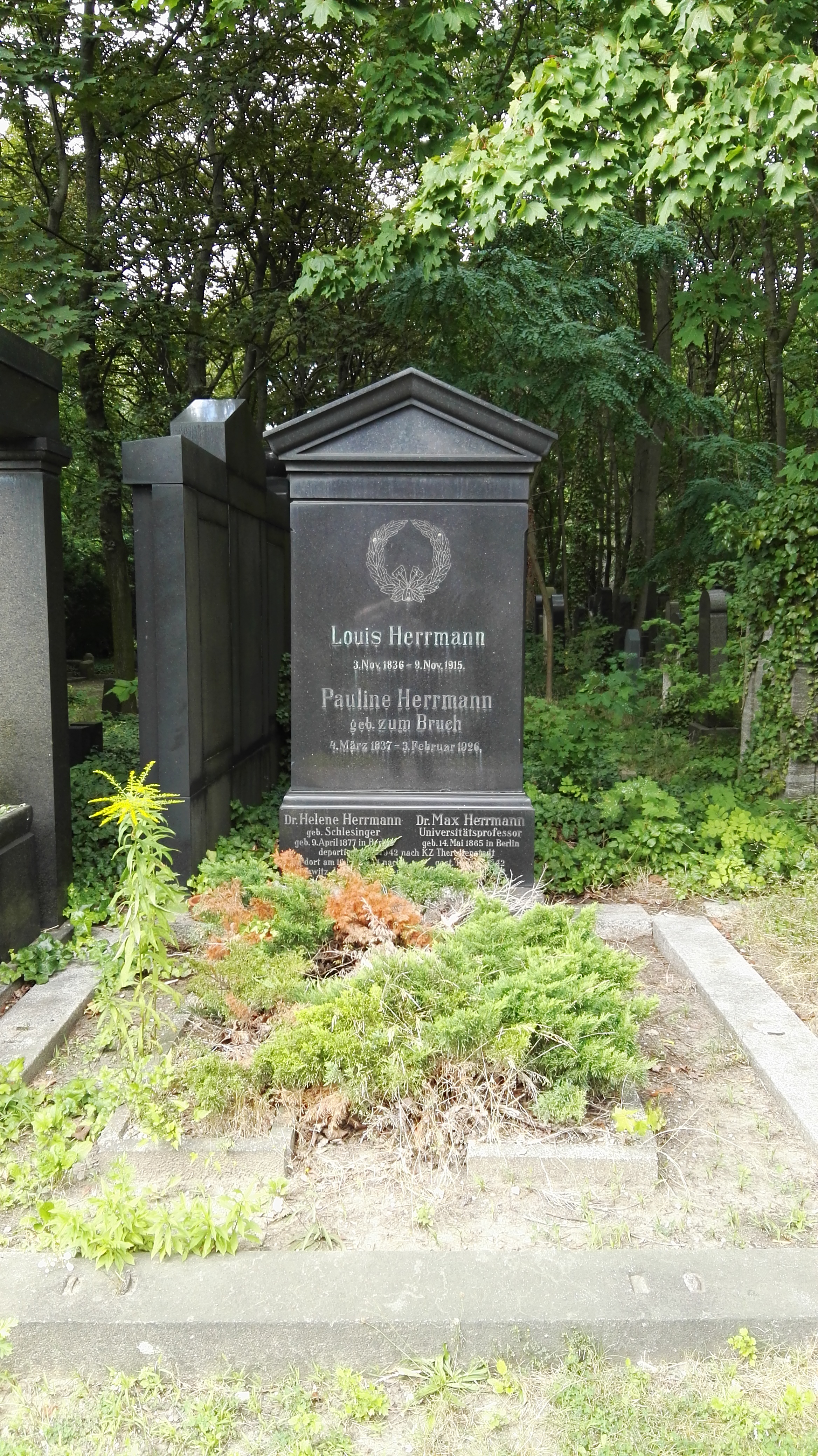
Tomba della famiglia Herrmann, tra cui Max Herrmann e sua moglie Helene Herrmann, al cimitero ebraico di Berlino-Weißensee

Di origine ebraica, seguì un percorso di studi culminato con la frequentazione delle facoltà di filologia e di storia presso le università di Friburgo, di Gottinga e di Berlino.
Oltre ad intraprendere dal 1891 la professione di docente all'Università di Berlino, nei primi anni di carriera come storico iniziò una serie di analisi e di indagini riguardanti il teatro germanico, dagli albori medioevali fino al Novecento, grazie alle quali effettuò numerose relazioni al Dipartimento di Studi Germanici di Berlino.
Uno dei primi saggi significativi pubblicati da Herrmann si rivelò Das Jahrmarktfest zu Plundersweilern ("La fiera di Plundersweilern", 1900), nel quale furono già presenti alcune delle teorie e formulazioni storiche che Herrmann sviluppò ed estese, focalizzandole ulteriormente, negli Forschungen zur deutschen Theatergeschichte des Mittelalters und der Renaissance ("Studi sulla storia del teatro tedesco nel Medioevo e nel Rinascimento", 1914).
In questa opera Herrmann, infatti, espresse pienamente la sua teoria che poneva una separazione tra la letteratura drammatica e lo spettacolo, gettando così le basi per la nascita della moderna scienza del teatro, che venne ufficialmente riconosciuta ed accettata dalle istituzioni universitarie, e non a caso Herrmann fu nominato rettore dell'Istituto di Studi Teatrali presso l'Università di Berlino nel 1923.
Nel 1916 ha fondato la "Biblioteca di manoscritti e stampe tedeschi" (Bibliothek und Deutscher Privat- Manuskriptdrucke) alla Biblioteca di Stato di Berlino.
Ai tempi del Nazismo Herrmann venne licenziato e l'8 settembre 1942, assieme a sua moglie,  è stato deportato nel Campo di concentramento di Theresienstadt dove morì nel novembre del 1942.
La Biblioteca di Stato di Berlino assegna ogni anno il 10 maggio il Premio Max Herrmann, in concomitanza della giornata con la quale si vuole ricordare i Bücherverbrennungen, ossia i roghi realizzati nel 1933 durante i quali vennero bruciati tutti i libri non corrispondenti all'ideologia nazista. Infatti Hermann fu uno dei pochi cattedratici a protestare contro queste azioni di intolleranza nazista.

## Opere
- Forschungen zur deutschen Theatergeschichte des Mittelalters und der Renaissance. Weidmann, Berlino 1914.
- Die Bühne des Hans Sachs. Ein offener Brief an Albert Köster. Weidmannsche Buchhandlung, Berlino, 1928
- Die Entstehung der berufsmässigen Schauspielkunst im Altertum und in der Neuzeit. Hrsg. und mit einem Nachruf von Ruth Mövius. Henschel, Berlino, 1962. online